# 비트부르거

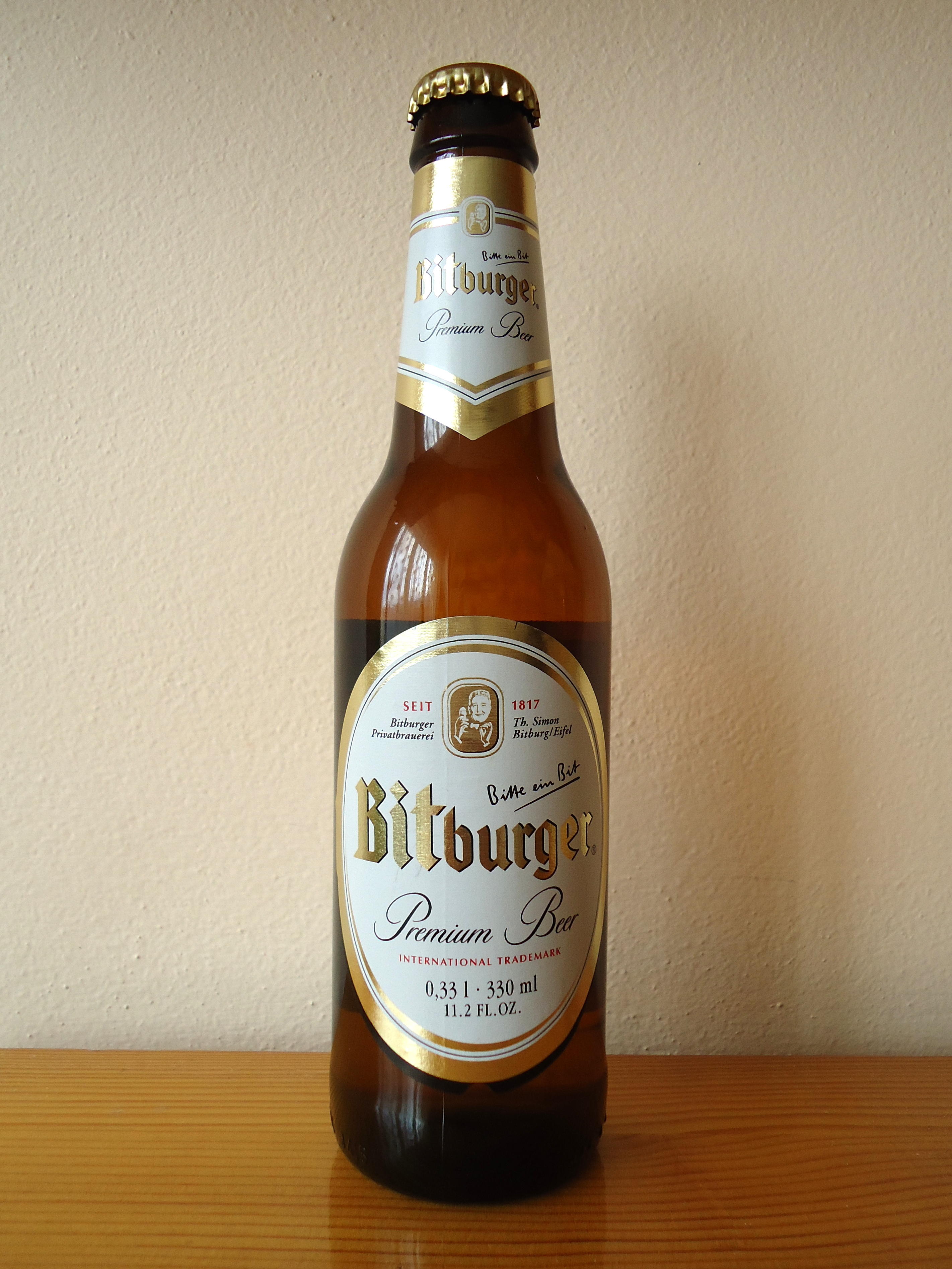

비트부르거(Bitburger)는 19세기 초 독일의 라인란트팔츠 주(Rhineland-Palatinate) 비트부르크(Bitburg)에서 요한 발렌보른(Johann Wallenborn)에 의해 설립된 맥주 회사이다. 이름은 연고도시인 비트부르크(Bitburg)에서 유래되었다. 2013년 기준 독일 현지 맥주 판매량 순위에서 3위를 기록하고 있다. 비트부르거 프리미엄 필스(Bitburger Premium Pils)는 비트부르거 시리즈중 가장 인기가 많다.

## 설명
- 생산지 라인란트-팔츠주 비트부르크
- 제조사 비트부르거 양조장
- 비트부르거 필스 알코올 4.8%